# Eids kommun, Møre og Romsdal
Eids kommun (norska: Eid kommune) var en kommun i Møre og Romsdal fylke i västra Norge. Kommunen omfattade ett mindre område på den norra sidan av Romsdalsfjorden i den norra delen av nuvarande Rauma kommun. Byn Eidsbygda utgjorde kommunens centralort.

## Administrativ historik
Eids kommun upprättades den 1 januari 1874 när den dåvarande kommunen Eid og Voll delades i två och de båda kommunerna Eid respektive Voll bildades. Kommunen hade 1 048 invånare vid upprättandet.
Den 1 januari 1964 gick Eids kommun, tillsammans med kommunerna Grytten, Hen och Voll samt en del av Veøy kommun, upp i den då nybildade Rauma kommun. Kommunens hade då 381 invånare.